# Laila Novak
Laila Novak, född Laila Nyborg 29 januari 1942 i Nybro som dotter till Lisbet Peterson Nyborg och Arne Nyborg, är en svensk fotomodell, mannekäng och skådespelare.
Novak började sin karriär i modellindustrin i Stockholm år 1960 efter att ha utbildat sig vid Kim Söderlunds Modell- och Modeskola. Hon flyttade senare till Paris för att arbeta som modell och började även studera skådespeleri. 
När hon sedan flyttade till Mexiko började hennes skådespelarkarriär ta fart, som bland annat ledde till huvudrollen i filmen Vanessa. Novaks modell- och filmkarriär fortsatte i Italien.

## Filmografi
- 1972 - Gli ordini sono ordini (IT)
- 1972 - El metiche - (MEX)
- 1972 - Vanessa - (MEX)
- 1971 - Lawman/Lagens man - (US)
- 1970 - Cruz de amor - (MEX)
- 1970 - Paraiso - (MEX)
- 1970 - Ha entrado una mujer - (MEX)
- 1970 - Rosas blancas para mi hermana negra - (MEX)
- 1969 - Puente de amor - (MEX)
- 1969 - Tapame contigo - (MEX)
- 1965 - La Paris de Scandinaves - (FR)
- 1963 - I tabú - (FR)
- 1963 - Il diavolo/Kärlek i Stockholm - (IT)
- 1962 - Actualité Francé - (FR)
- 1959 - Roulette e roulette - (IT)